# Elecciones al Parlamento de las Islas Baleares de 2011
Las Elecciones al Parlamento de las Islas Baleares de 2011 que dieron lugar al inicio de la VIII legislatura, se celebraron el 22 de mayo de 2011, en el marco de las Elecciones autonómicas de España de 2011, dando como ganador al Partido Popular de José Ramón Bauzá con mayoría absoluta.

## Candidaturas al Parlamento de las Islas Baleares
| Circunscripción | Candidatos | Observaciones |
| --------------- | --- | --- |
| Mallorca        | - PP: José Ramón Bauzá - PSOE: Francesc Antich - PSM-IV-ExM: Gabriel Barceló - EUIB: Manel Carmona - CxI: Josep Melià | - En las anteriores elecciones PSM, EUIB, EV y ERC se presentaron en coalición con el nombre de Bloc per Mallorca. - EUIB se presenta en esta ocasión en solitario. - El PSM concurrirá en esta ocasión en coalición con IniciativaVerds (partido creado en 2010 por la unión de Els Verds de Mallorca e Iniciativa d'Esquerres, escisión está última de EUIB) y Entesa per Mallorca. - Unió Mallorquina se presenta refundada en Convergència per les Illes. - Otras candidaturas: CTD, PFyV, Cs, UPyD, PACMA, EUIB, ASI, Dissidents, CENB, IB-LLIGA, ER, PIIB, CCD, PLIE, MSR, PRB+i. |
| Menorca         | - PP: Santiago Tadeo Florit - PSOE: Joana Barceló Martí - PSM-EN: Joan Manel Martí Llufriu                            | - En esta ocasión Els Verds de Menorca y el Partit Socialista de Menorca se presentan en solitario y no en la coalición Partit Socialista de Menorca-Verds. - Otras candidaturas: EM-EU, UMe, UPyD, UPCM, EVMe, CENB, PACMA, UCE. |
| Ibiza           | - PP: Pedro Palau Torres - PSOE-Pacte per Eivissa: Xico Tarrés - Eivissa pel Canvi: Miquel Ramon                      | - Eivissa pel Canvi, integrada por EUIB, EV, ENE, ERC e independientes en 2007, se presenta esta vez como coalición únicamente de EUIB, EV e independientes. - PSOE-Pacte per Eivissa es la coalición de PSOE, ERC y GxE. - Otras candidaturas: PACMA, NOV-A, UPyD, ESOS, ENE. |
| Formentera      | - GxF+PSOE: Jaume Ferrer - Sa Unió: Juan Manuel Costa Escanellas                                                      | - Sa Unió es la coalición del PP y Grup Independent de Formentera, que en las anteriores elecciones concurrieron por separado. - Otras candidaturas: PACMA, PREI. |

## Sondeos electorales
| Fecha               | Encuestador                                         | PP                  | PSIB-PSOE           | PSM-IV-ExM       | CxI              | EUIB             | UPyD             | Otros           | Ventaja |
| ------------------- | --------------------------------------------------- | ------------------- | ------------------- | ---------------- | ---------------- | ---------------- | ---------------- | --------------- | ------- |
| 22 de mayo de 2011  | Resultado de las elecciones                         | 46.7% 35 escaños    | 26.4% 19 escaños    | 8.8% 5 escaños   | 2.8% 0 escaños   | 2.3% 0 escaños   | 2.0% 0 escaños   | 11.0% 0 escaños | 20.3%   |
| 9 de mayo de 2011   | ABC                                                 | 51.4% 31-32 escaños | 31.7% 24-25 escaños | 5.8% 2 escaños   | ¿? 0 escaños     | 5.5 2-3 escaños  |                  |                 | 19.7%   |
| 1 de mayo de 2011   | Gadeso                                              | 51.6% 30-31 escaños | 42.3% 25 escaños    | 6.0% 3-4 escaños | ¿? 0 escaños     | ¿? 0 escaños     | ¿? 0 escaños     |                 | 9.3%    |
| 24 de abril de 2011 | Sigma Dos                                           | 49.3% 33-34 escaños | 30.0% 19-21 escaños | 9.8% 5 escaños   | 3.2% 0-1 escaños |                  |                  | 8.5% 1 escaño   | 19,3%   |
| 17 de marzo de 2011 | CIS                                                 | 47.9% 32-33 escaños | 30.4% 22-23 escaños | 6.0% 3 escaños   | 1.7% 0 escaños   | 4.5% 1 escaño    | 1.1% 0 escaños   | 5.4%            | 17,5%   |
| 5 de enero de 2011  | Sigma Dos                                           | 54.6% 35-37 escaños | 27.4% 17-19 escaños | 7.5% 4 escaños   | 3.3% 0-1 escaños |                  |                  | 7,24%           | 27,2%   |
| 2011                |                                                     |                     |                     |                  |                  |                  |                  |                 |         |
| 31 de mayo de 2010  | Sigma Dos                                           | 49.6% 32-36 escaños | 33.3% 21-24 escaños | 5.7% 3 escaños   | 2.9% 0 escaños   |                  | 4.3% 0 escaños   |                 | 16,3%   |
| 2 de mayo de 2010   | Gadeso                                              | 49.1% 28-31 escaños | 38.1% 21-24 escaños | 5.2% 2-3 escaños | 4.5% 0-2 escaños |                  |                  |                 | 11,0%   |
| 2010                |                                                     |                     |                     |                  |                  |                  |                  |                 |         |
| 7 de junio de 2009  | Extrapolación de resultados de elecciones europeas  | 43.7% 25-26 escaños | 38.6% 22-23 escaños | 3.0% 2 escaños   | 3.8% 2 escaños   | 2.6% 1-2 escaños | 2.8% 1-2 escaños | —               | 5,1%    |
| 2009                |                                                     |                     |                     |                  |                  |                  |                  |                 |         |
| 9 de marzo de 2008  | Extrapolación de resultados de elecciones generales | 43.9% 26 escaños    | 44.2% 26-27 escaños | 5.4% 3-4 escaños | [ 1 ]            | 2.9% 1-2 escaños | 0.6% 0 escaños   | —               | 0,3%    |
| 2008                |                                                     |                     |                     |                  |                  |                  |                  |                 |         |
| 27 de mayo de 2007  | Elecciones anteriores                               | 46.0% 29 escaños    | 26.4% 23 escaños    | 9.2% 2 escaños   | 6.9% 4 escaños   | 2 escaños        | —                | —               | 19,6%   |

## Resultados
A continuación se reflejan los resultados a nivel autonómico por cada una de las candidaturas presentadas.
| ← Elecciones al Parlamento de las Islas Baleares de 2011 →                                  |                                                       |                       |         |        |         |      |
| Presidente y gobierno                                                                       | Candidatura                                           | Candidato             | Votos   | %      | Escaños | +/-  |
| - Censo: 711.526 - Votantes: 426.569 (59,94%) - Abstención: 285.042 (40,06%) - Válidos: (%) | Partido Popular (PP)                                  | José Ramón Bauzá      | 194.861 | 47,76% | 35      | +7   |
| - Censo: 711.526 - Votantes: 426.569 (59,94%) - Abstención: 285.042 (40,06%) - Válidos: (%) | Partido Socialista Obrero Español (PSIB-PSOE)         | Francesc Antich       | 90.008  | 22,06% | 14      | -2   |
| - Censo: 711.526 - Votantes: 426.569 (59,94%) - Abstención: 285.042 (40,06%) - Válidos: (%) | PSM-Iniciativa Verds-Entesa (PSM-IV-ExM)              | Gabriel Barceló       | 36.181  | 8,87%  | 4 a     | +1 b |
| - Censo: 711.526 - Votantes: 426.569 (59,94%) - Abstención: 285.042 (40,06%) - Válidos: (%) | PSOE-Pacte per Eivissa (PSOE-PACTE)                   | Xico Tarrés           | 12.716  | 3,12%  | 4 c     | -1 d |
| - Censo: 711.526 - Votantes: 426.569 (59,94%) - Abstención: 285.042 (40,06%) - Válidos: (%) | Partit Socialista de Menorca (PSM-EN)                 | Joan Manel Martí      | 3.723   | 0,91%  | 1       | = e  |
| - Censo: 711.526 - Votantes: 426.569 (59,94%) - Abstención: 285.042 (40,06%) - Válidos: (%) | Gent per Formentera + PSOE (GxF + PSOE)               | Jaume Ferrer          | 1.904   | 0,47%  | 1       | +1   |
| - Censo: 711.526 - Votantes: 426.569 (59,94%) - Abstención: 285.042 (40,06%) - Válidos: (%) | Liga Regionalista de las Islas Baleares (IB-LLIGA)    | Jaume Font            | 12.294  | 3,01%  | 0       |      |
| - Censo: 711.526 - Votantes: 426.569 (59,94%) - Abstención: 285.042 (40,06%) - Válidos: (%) | Convergència per les Illes (CxI)                      | Josep Melià           | 11.913  | 2,92%  | 0       | -3 f |
| - Censo: 711.526 - Votantes: 426.569 (59,94%) - Abstención: 285.042 (40,06%) - Válidos: (%) | Izquierda Unida de las Islas Baleares (EUIB)          | Manel Carmona         | 9.642   | 2,36%  | 0       | -1 g |
| - Censo: 711.526 - Votantes: 426.569 (59,94%) - Abstención: 285.042 (40,06%) - Válidos: (%) | Unión Progreso y Democracia (UPyD)                    | Juan Luis Calbarro    | 8.731   | 2,14%  | 0       |      |
| - Censo: 711.526 - Votantes: 426.569 (59,94%) - Abstención: 285.042 (40,06%) - Válidos: (%) | Esquerra Republicana (ESQUERRA)                       | Joan Lladó            | 5.325   | 1,31%  | 0       |      |
| - Censo: 711.526 - Votantes: 426.569 (59,94%) - Abstención: 285.042 (40,06%) - Válidos: (%) | Ciudadanos en Blanco (CenB)                           | Aquiles Antonio Balle | 3.163   | 0,78%  | 0       |      |
| - Censo: 711.526 - Votantes: 426.569 (59,94%) - Abstención: 285.042 (40,06%) - Válidos: (%) | Ibiza por el Cambio (ExC)                             | Miquel Ramón          | 2.061   | 0,51%  | 0       | -1 h |
| - Censo: 711.526 - Votantes: 426.569 (59,94%) - Abstención: 285.042 (40,06%) - Válidos: (%) | Nova Alternativa (NOV-A)                              |                       | 1.755   | 0,43%  | 0       |      |
| - Censo: 711.526 - Votantes: 426.569 (59,94%) - Abstención: 285.042 (40,06%) - Válidos: (%) | Partido Antitaurino Contra el Maltrato Animal (PACMA) |                       | 1.658   | 0,41%  | 0       |      |
| - Censo: 711.526 - Votantes: 426.569 (59,94%) - Abstención: 285.042 (40,06%) - Válidos: (%) | Esquerra Unida (EM-EU)                                |                       | 1.567   | 0,38%  | 0       |      |
| - Censo: 711.526 - Votantes: 426.569 (59,94%) - Abstención: 285.042 (40,06%) - Válidos: (%) | Sa Unió (SUF) i                                       |                       | 1.353   | 0,33%  | 0       | -1 j |
| - Censo: 711.526 - Votantes: 426.569 (59,94%) - Abstención: 285.042 (40,06%) - Válidos: (%) | Agrupación Social Independiente (ASI)                 |                       | 1.094   | 0,27%  | 0       |      |
| - Censo: 711.526 - Votantes: 426.569 (59,94%) - Abstención: 285.042 (40,06%) - Válidos: (%) | Unió Menorquina (UMe) (PSyEP)                         |                       | 968     | 0,24%  | 0       |      |
| - Censo: 711.526 - Votantes: 426.569 (59,94%) - Abstención: 285.042 (40,06%) - Válidos: (%) | Eivissa Sostenible (ESOS)                             |                       | 908     | 0,22%  | 0       |      |
| - Censo: 711.526 - Votantes: 426.569 (59,94%) - Abstención: 285.042 (40,06%) - Válidos: (%) | Ciudadanos (Cs)                                       |                       | 829     | 0,20%  | 0       |      |
| - Censo: 711.526 - Votantes: 426.569 (59,94%) - Abstención: 285.042 (40,06%) - Válidos: (%) | Els Verds de Menorca (E.V.Me)                         |                       | 645     | 0,16%  | 0       |      |
| - Censo: 711.526 - Votantes: 426.569 (59,94%) - Abstención: 285.042 (40,06%) - Válidos: (%) | Ciudadanos de Centro Democrático (CCD)                |                       | 621     | 0,15%  | 0       |      |
| - Censo: 711.526 - Votantes: 426.569 (59,94%) - Abstención: 285.042 (40,06%) - Válidos: (%) | Entesa Nacionalista Ecologista (ENE)                  |                       | 568     | 0,14%  | 0       |      |
| - Censo: 711.526 - Votantes: 426.569 (59,94%) - Abstención: 285.042 (40,06%) - Válidos: (%) | Coalició Treballadors per la Democràcia (TD)          |                       | 567     | 0,14%  | 0       |      |
| - Censo: 711.526 - Votantes: 426.569 (59,94%) - Abstención: 285.042 (40,06%) - Válidos: (%) | Proyecto Liberal Español (P.LI.E)                     |                       | 548     | 0,13%  | 0       |      |
| - Censo: 711.526 - Votantes: 426.569 (59,94%) - Abstención: 285.042 (40,06%) - Válidos: (%) | Unió des Poble de Ciutadella (UPCM)                   |                       | 509     | 0,12%  | 0       |      |
| - Censo: 711.526 - Votantes: 426.569 (59,94%) - Abstención: 285.042 (40,06%) - Válidos: (%) | Dissidents (DISSIDENTS)                               |                       | 478     | 0,12%  | 0       |      |
| - Censo: 711.526 - Votantes: 426.569 (59,94%) - Abstención: 285.042 (40,06%) - Válidos: (%) | Partido Familia y Vida (PFyV)                         |                       | 449     | 0,11%  | 0       |      |
| - Censo: 711.526 - Votantes: 426.569 (59,94%) - Abstención: 285.042 (40,06%) - Válidos: (%) | Movimiento Social Republicano (MSR)                   |                       | 298     | 0,07%  | 0       |      |
| - Censo: 711.526 - Votantes: 426.569 (59,94%) - Abstención: 285.042 (40,06%) - Válidos: (%) | Partido Isleño de las Islas Baleares (PIIB)           |                       | 282     | 0,07%  | 0       |      |
| - Censo: 711.526 - Votantes: 426.569 (59,94%) - Abstención: 285.042 (40,06%) - Válidos: (%) | Partido Radical Balear (PRB+i)                        |                       | 207     | 0,05%  | 0       |      |
| - Censo: 711.526 - Votantes: 426.569 (59,94%) - Abstención: 285.042 (40,06%) - Válidos: (%) | Partit Renovador d’Eivissa i Formentera (PREF)        |                       | 135     | 0,03%  | 0       |      |
| - Censo: 711.526 - Votantes: 426.569 (59,94%) - Abstención: 285.042 (40,06%) - Válidos: (%) | Unificación Comunista de España (UCE)                 |                       | 64      | 0,02%  | 0       |      |
| - Censo: 711.526 - Votantes: 426.569 (59,94%) - Abstención: 285.042 (40,06%) - Válidos: (%) | En blanco                                             | N/A                   | 12.282  | 2,88%  | N/A     | N/A  |
| - Censo: 711.526 - Votantes: 426.569 (59,94%) - Abstención: 285.042 (40,06%) - Válidos: (%) | Nulos                                                 | N/A                   | 6.773   | 1,59%  | N/A     | N/A  |

a De ellos, 3 de PSM-EN y 1 de IniciativaVerds.
b Respecto a los obtenidos por PSM-EN y Els Verds de Mallorca en 2007 dentro del Bloc per Mallorca.
c De ellos, 2 de PSOE, 1 de ERC y 1 independiente cercano al PSOE.
d Respecto a PSOE y ERC en coalición con Ibiza por el Cambio en 2007.

e Respecto a PSM-Verds, coalición con Els Verds de Menorca en 2007.

f Respecto a Unió Mallorquina en 2007.

g Respecto a EUIB en 2007 dentro del Bloc per Mallorca./br>
h Respecto a ExC en coalición con el PSOE en 2007./br>
i Coalición entre el PP y el Grup d'Independents de Formentera .

j Respecto a AIPF en 2007 .

| Por partidos |                 |
| Partido | Escaños         |
| Partido Popular (PP) | 35              |
| Partido Socialista de las Islas Baleares-PSOE (PSIB-PSOE) - Partido Socialista de las Islas Baleares-PSOE (PSIB-PSOE) - Gente por Formentera-PSOE (GxF-PSOE) - Esquerra Republicana de Catalunya (ERC) | 19 - 17 - 1 - 1 |
| PSM-EN+Iniciativa+Entesa (PSM-EN/IV/ExM) - Partit Socialista de Mallorca - Partit Socialista de Menorca - Iniciativa Verds                                                                             | 5 - 3 - 1 - 1   |

k Integrado en el Grupo Parlamentario Socialista

### Resultados por circunscripciones
| Circunscripción       | Partido    | Votos   | %      | Diputados | +/- |
| --------------------- | ---------- | ------- | ------ | --- | --- |
| Mallorca 33 diputados | PP         | 156.508 | 46,45% | 19 (José Ramón Bauzá Díaz, Maria Salom Coll, Álvaro Luis Gijón Carrasco, María Nuria Riera Martos, Antoni Pastor Cabrer, Antònia Maria Perelló Jorquera, Carlos Juan Delgado Truyols, Lourdes Bosch Acarreta, José Ignacio Aguiló Fuster, Antonia María Estarellas Torrens, Pere Rotger Llabrés, Margalida Prohens Rigo, Antonio Gómez Pérez, Margalida Serra Cabanellas, Rafael Ángel Bosch Sans, Margarita Isabel Cabrer González, Fernando Rubio Aguiló, Margarita Duran Cabrera y Federico Antonio Sbert Muntaner) | 3   |
| Mallorca 33 diputados | PSIB-PSOE  | 79.551  | 23,61% | 10 (Francesc Antich Oliver, Francesca Lluch Armengol Socías, Lluís Maicas Socías, Lourdes Aguiló Bennàssar, Antonio José Diéguez Seguí, Rosa Maria Alberdi Castell, Vicenç de Paül Thomàs Mulet, Isabel María Oliver Sagreras, Jaime Carbonero Malbertí y María Concepción Obrador Guzmán) | =   |
| Mallorca 33 diputados | PSM-IV-ExM | 36.149  | 10,73% | 4 (Gabriel Barceló Milta, Josefina Santiago Rodríguez, Antoni Alorda Villarrubias y Joana Lluïsa Mascaró Melià) | =   |
| Menorca 13 diputados  | PP         | 17.482  | 46,15% | 8 (Santiago Tadeo Florit, Margarita Raquel Mercadal Camps, Antonio Camps Casasnovas, María Asunción Pons Fullana, José María Camps Buenaventura, María Misericordia Sugrañes Barenys, Alejandro Sanz Benejam y Eulalia Esperanza Llufriu Esteva) | 2   |
| Menorca 13 diputados  | PSIB-PSOE  | 10.255  | 27,07% | 4 (Joana Barceló Martí, Marc Pons Pons, María Cristina Rita Larrucea y Damià Borràs Barber) | 2   |
| Menorca 13 diputados  | PSM        | 3719    | 4,13%  | 1 (Joan Manel Martí Llufriu) | =   |
| Ibiza 12 diputados    | PP         | 20.690  | 49,87% | 8 (Pere Palau Torres, Carmen Castro Gandasegui, María Virtudes Marí Ferrer, Miquel Ángel Jerez Juan, Carolina Torres Cabañero, José Torres Cardona y Catalina Palau Costa) | 2   |
| Ibiza 12 diputados    | PSOE-Pacte | 12.691  | 30,60% | 4 (Francesc Tarrés Marí, Pilar Costa Serra, Joan Boned Roig y Esperança Marí Mayans) | 2   |
| Formentera 1 diputado | PSOE-GxF   | 1900    | 53,99% | 1 (Jaume Ferrer Ribas) | 1   |

## Investidura del presidente de las Islas
| Candidato             | Fecha                                                   | Voto  |    |    | PSM-EN-IV | Total |
| --------------------- | ------------------------------------------------------- | ----- | -- | -- | --------- | ----- |
| José Ramón Bauzá (PP) | 15 de junio de 2011 Mayoría requerida: Absoluta (30/59) | Sí    | 35 |    |           | 35/59 |
| José Ramón Bauzá (PP) | 15 de junio de 2011 Mayoría requerida: Absoluta (30/59) | No    |    | 19 | 5         | 24/59 |
| José Ramón Bauzá (PP) | 15 de junio de 2011 Mayoría requerida: Absoluta (30/59) | Abst. |    |    |           | 0/59  |